# Miguel Pinedo Vidal
Miguel Pinedo Vidal (Riohacha, La Guajira, 15 de febrero de 1943) es un político colombiano. 
Miembro del Partido Cambio Radical, ha sido elegido como miembro del Senado y la Cámara de Representantes de Colombia. En 2008 fue detenido dentro del escándalo de la parapolítica, y fue puesto en libertad el 9 de julio de 2009 por la Fiscalía General de la Nación.

## Carrera profesional
Desde pequeño vivió en Santa Marta donde terminó la secundaria, luego estudió Derecho en la Universidad Externado de Colombia.
En 1972 ingresa en la política como diputado a la Asamblea de Magdalena por el Partido Liberal y en 1974 llega a la Cámara de Representantes. Reelegido en 1978 y 1982, llegando a ser presidente de esa corporación en 1985. Presidente de la Dirección Nacional Liberal en 1987 Luego de haber sido elegido para el, Senado en las elecciones de 1986, y reelegido en 1990. Luego de la revocatoria del congreso por la Asamblea Nacional Constituyente en 1991, se postula para convertirse en el primer Gobernador del Magdalena electo por voto popular, lo cual consigue en el periodo comprendido entre enero de 1992 y diciembre de 1994. Luego de un receso en la actividad política regresa al Senado tras las elecciones de 1998 y llega a ser Presidente de esta corporación entre 1999 y 2000.
Para las elecciones de 2002 decide alejarse del oficialismo liberal y apoyar para la Presidencia de Colombia al disidente Álvaro Uribe Vélez, pero en las legislativas pierde su escaño por escasos cientos de votos. En 2005, faltando unos meses para las siguientes elecciones, un fallo del Consejo de Estado modifica los resultados y Pinedo regresa al Senado; en las elecciones de marzo de 2006 busca su reelección y la consigue ahora representando al Partido Cambio Radical.
El senador Pinedo intentó infructuosamente que su hijo José Luis Pinedo Campo se convirtiera en Gobernador del Magdalena tras las elecciones de octubre de 2007, pero terminó en segundo lugar.

## Congresista de Colombia
En las elecciones legislativas de Colombia de 1998, Pinedo Vidal fue elegido senador de la república de Colombia con un total de 51.579 votos. Posteriormente en las elecciones legislativas de Colombia de 2002 y 2006, Pinedo Vidal fue reelecto senador con un total de 39.743 y 39.181 votos respectivamente. Pinedo Vidal reemplazó al ministro saliente Fabio Valencia Cossio como Presidente del Senado de la República de Colombia en 1999.
En las elecciones legislativas de Colombia de 1986, Pinedo Vidal fue elegido senador de la república de Colombia. En las elecciones legislativas de Colombia de 1982, Pinedo Vidal fue elegido miembro de la Cámara de Representantes de Colombia con un total de votos.

### Iniciativas
El legado legislativo de Miguel Pinedo Vidal se identificó por su participación en las siguientes iniciativas desde el congreso:
- Regular la interceptación de comunicaciones (archivado).[4]
- Regular y modernizar de las Sociedades de Mejoras Públicas, con el fin de garantizar el cumplimiento de su objeto social (Sancionado como ley).[5]
- Establecer normas sobre territorio costero en Colombia (Archivado).[6]
- Adicionar un inciso al artículo 454 del Código Penal y un quinto inciso al artículo 235 del Código de Procedimiento Penal (Archivado).[7]
- Reformar la Ley 100 con el objetivo de mejorar los aspectos relacionados con el manejo de los recursos de transferencias de la Nación.[8]
- Asegurar la prestación eficiente y continua de los servicios públicos, los que se prestarán por cada municipio cuando las características técnicas, económicas y las conveniencias generales.[9]
- Departamento del Amazonas tendría una legislación especial en materia ambiental, turística, cultural, administrativa, aduanera, tributaria, fiscal, de comercio y de fomento económico (Retirado).[10]
- Unificar los principios y los criterios que servirán de fundamento para la regulación y reglamentación del Transporte Público Terrestre con automotores extranjeros y su operación en zonas de fronteras (Archivado).[11]
- En vías urbanas las velocidades máximas serán de ochenta (80) kilómetros por hora excepto cuando las autoridades competentes por medio de señales indiquen velocidades distintas (Sancionado como Ley).[12]
- Para ser elegido Concejal se requiere ser ciudadano en ejercicio y haber residido en la ciudad durante los dos años anteriores, o haber nacido en ella (Sancionado como ley).[13]

## Carrera política
Su trayectoria política se ha identificado por:

### Partidos políticos
A lo largo de su carrera ha representado los siguientes partidos:
| Partido político                      | Fecha Inicio        | Fecha Fin                |
| Cambio Radical                        | 20 de julio de 2006 | 23 de septiembre de 2008 |
| Movimiento Renovador de Acción Social | 20 de julio de 2002 | 19 de julio de 2006      |
| Movimiento Renovador de Acción Social | 20 de julio de 1998 | 19 de julio de 2002      |

### Cargos públicos
Entre los cargos públicos ocupados por Miguel Pinedo Vidal, se identifican:
| Cargo público             | Partido político                      | Fecha Inicio        | Fecha Fin               |
| Senador de la República   | Movimiento Renovador de Acción Social | 8 de julio de 2005  | 19 de julio de 2006     |
| Senador de la República   | Movimiento Renovador de Acción Social | 20 de julio de 1998 | 19 de julio de 2002     |
| Gobernador Magdalena      |                                       | 1 de junio de 1992  | 31 de diciembre de 1994 |
| Senador de la República   |                                       | 20 de julio de 1986 | 19 de julio de 1990     |
| Representante a la Cámara |                                       | 20 de julio de 1982 | 19 de julio de 1986     |